# Йоаким (Мороховський)
Йоаки́м Морохо́вський гербу Корчак (хресне ім'я Ілля; пол. Joachim Eliasz Morochowski, 1576, Львів ― 19 березня 1631, Володимир) ― василіянин, єпископ Володимирський і Берестейський Руської унійної церкви, полеміст, агіограф.

## Життєпис
Народився у Львові в сім'ї шляхтича Стефана Мороховського гербу Корчак та міщанки. В 1595 році виїхав до Риму, там навчався в Папській Грецькій Колегії св. Атанасія (з 16 лютого 1596 року, від'їхав 1603 року), був першим студентом з Речі Посполитої. Вивчав богослів'я та філософію. Повернувшись на Батьківщину, був прийнятий секретарем на службу до єпископа Володимирського і митрополита Київського Іпатія Потія. За сприяння кардинала Бернарда Мацейовського і нунція Клаудіо Ранґоні, 1609 став секретарем короля Сигізмунда III Вази. 1611 року отримав священничі свячення, а наступного року вступив до Василіянського Чину, прийнявши ім'я Йоаким. 9 серпня 1613 року по смерті Іпатія Потія отримав номінацію на Володимирську єпископську катедру. Висвячений на єпископа 3 липня 1614 року (1616 православна волинська шляхта вимагала на Сеймі його усунення, але безрезультатно).

### Інцидент у Львові

Корчак — герб роду Мороховських

Перебуваючи у Львові на початку 1615 року, Йоаким Мороховський із митрополитом Йосифом Велямином Рутським вирішили відвідати друкарню Ставропігійного братства, яка діяла при монастирі святого Онуфрія (тоді православного). Вони, разом зі свитою увійшли в монастир. Братія обителі з братчиками, боячись підступу, вдарили на сполох і «дзвонили на кгвалть». На дзвін збіглися передміщани, зчинилася бійка. Побиті владики зі слугами ледве втекли, після чого подали скаргу в суд. «Староста посажал пред міщан, а міщан на ратушь позываль, повідаючи, жесте гвалть учинили на манастыри й пана Руцкого хотілисте забити». Ця справа дуже дорого обійшлася братству ― у протоколах зафіксовані всі оплати і витрати на старосту, прокураторів, гетьмана й інших, а також і на самого Рутського і слуг Мороховського.

### Діяльність
1624 року брав участь в з'їзді унійних єпископів у Новогрудку, на якому мали місце дебати на тему унії з православними, а 1626 року на Кобринському синоді, з якого разом із єпископом Єронімом Почаповським склав звіт королеві та папському нунцієві, і задекларував фінансову підтримку на відкриття головної семінарії. Був консультантом нунція в справі приготування у Львові 28 травня 1629 р. православно-унійного синоду, який все ж не відбувся.
Старався про поширення унії, дбав про піднесення освітнього рівня духовенства, часто організовував єпархіальні синоди. Відреставрував і матеріально забезпечив катедру у Володимирі і Берестю, в своїх маєтках збудував кілька церков; підтримував школу і Володимирську катедральну капітулу, а бл. 1626 р. при катедрі заснував Братство Непорочної Діви Марії, для якого подбав про папський привілей.
Помер 19 березня 1631 р. і був похований у Володимирському катедральному соборі.

### Твори
Опублікував:
- «Paregoria, albo utulenie uszczypliwego Lamentu mniemanej Cerkwie Świętej Wschodniej» (Вільно, 1612) ― відповідь на антиунійний «Threnos, to jest Lament Wschodniej Cerkwie» Мелетія Смотрицького;
- «Dyskurs o początku rozerwania Cerkwie greckiej od Kościoła rzymskiego i kto był tego przyczyną» (Замостя, 1622) ― твір написаний ще в молодості (кін. XVI ст.);
- «Życie świętego Ignacego patriarchy carogrodzkiego» (Замостя, 1624) ― переклад з грецької мови;
- «Relacja o zamordowaniu okrutnym Jozafata archiepiskopa połockiego» (Замостя, 1624) ― релігійно-полемічний твір;

Можливо був співавтором творів Іпатія Потія:
- «Harmonia albo korkondancja Cerkwi świętej Orientalnej z Kościołem świętym rzymskim» (Вільно, 1608);
- «Relacja i uważenia postępków niektórych około cerkwi ruskich wiłeńskich roku 1608 i 1609» (1609) ― цей твір приписують Потієві.